# اپلینگ (جورجیا)
اپلینگ، جورجیا (انگلیسی: Appling, Georgia)یک محدوده ثبت نشده در مرکز شهرستان، شهرستان کلمبیا، جورجیا قرار دارد که در ایالت جورجیا ایالات متحده است و  بخشی از حومه کلان شهر آگوستا می‌یاشد.